# IC 2777
IC 2777 ist eine Spiralgalaxie vom Hubble-Typ Sa im Sternbild Löwe. Sie ist schätzungsweise 534 Millionen Lichtjahre von der Milchstraße entfernt.
Das Objekt wurde am 27. März 1906 von Max Wolf entdeckt.